# لجنة معايير جودة الهواء

المقاطعات الأمريكية التي تم تصنيفها بعدم تحقيقها لشروط لجنة معايير جودة الهواء. بتاريخ 30/09/2017

لجنة معايير جودة الهواء (NAAQS)، لجنة أمريكية تهتم بوضع معايير الملوثات الضارة تم انشاؤها من قبل وكالة حماية البيئة في الولايات المتحدة (EPA) تحت سلطة قانون الهواء النظيف رقم 42 بند 7401.

## المعايير
صممت المعايير الأساسية لحماية صحة الإنسان بهامش كاف من السلامة، بما في ذلك الفئات السكانية الحساسة مثل الأطفال والمسنين والأفراد الذين يعانون من أمراض الجهاز التنفسي. تم سرد تلك المعايير في 40 C.F.R. 50.
تم تصميم المعايير الثانوية لتوفير الرفاهية العامة والحماية من الأضرار التي قد تلحق بالممتلكات ومخاطر النقل والقيم الاقتصادية والراحة الشخصية من أي آثار ضار معروفة أو متوقعة.
تقوم اللجنة بتقسيم الأماكن إلى قسمين المناطق التي تفي بالمعايير وتسمى «منطقة تحقيق» بينما تعرف المناطق التي لا تفي بالمعايير بمناطق عدم التحقيق. تهدف المعايير إلى تطبيق أحدث المعارف العلمية ويتم مراجعتها كل خمس سنوات من قبل اللجنة الاستشارية العلمية للهواء النقي (CASAC) والتي تتكون من سبعة أعضاء يرأسهم مسؤول وكالة حماية البيئة. في أكتوبر 2018، تم إنهاء اللجان الفرعية التي كانت مهمتها تقديم مدخلات علمية بشأن الجسيمات. رفضت وكالة حماية البيئة في عام 2019، التصريح عن سبب إلغاء اللجان الفرعية.
| الملوثات                     | النوع          | المعايير              | متوسط الوقت | Foالصيغةa                                                                 | الاستشهاد          |
| ---------------------------- | -------------- | --------------------- | ----------- | ------------------------------------------------------------------------- | ------------------ |
| ثنائي أكسيد الكبريت (SO2)    | ابتدائي        | 75 ppb                | 1 ساعة      | النسبة المئوية 99 للتركيزات القصوى اليومية لمدة ساعة، بمتوسط فوق 3 سنوات. | 40 C.F.R. 50.17a   |
| ثنائي أكسيد الكبريت (SO2)    | ثانوي          | 0.5 ppm (1,300 μg/m³) | 3 ساعات     | لا يجب التعرض له أكثر من مرة في العام                                     | 40 C.F.R. 50.5a    |
| جسيمات معلقة (PM10)          | ابتدائي وثانوي | 150 μg/m³             | 24-ساعة     | لا يجب التعرض له أكثر من مرة في العام على مدى ثلاث سنوات                  | 40 C.F.R. 50.6a    |
| الجسيمات الدقيقة (PM2.5)     | ابتدائي        | 12 μg/m³              | سنويا       | المتوسط السنوي على 3 سنوات                                                | 40 C.F.R. 50.18a   |
| الجسيمات الدقيقة (PM2.5)     | ثانوي          | 15 μg/m³              | سنويا       | المتوسط السنوي على 3 سنوات                                                | 40 C.F.R. 50.7a    |
| الجسيمات الدقيقة (PM2.5)     | ابتدائي وثانوي | 35 μg/m³              | 24-ساعة     | 98 % على مدار ثلاث سنوات                                                  | 40 C.F.R. 50.18a   |
| أحادي أكسيد الكربون (CO)     | ابتدائي        | 35 ppm (40mg/m³)      | 1-ساعة      | لا تتجاوز مرة واحدة في السنة                                              | 40 C.F.R. 50.8a(2) |
| أحادي أكسيد الكربون (CO)     | ابتدائي        | 9 ppm (10 mg/m³)      | 8-ساعات     | لا تتجاوز مرة واحدة في السنة                                              | 40 C.F.R. 50.8a(1) |
| الأوزون (O3)                 | ابتدائي وثانوي | 0.12 ppm (235 μg/m³)  | 1-ساعةb     | لا تزيد نسبة التعرض عن 0.12 ppm في الساعة على مدار أيام السنة             | 40 C.F.R. 50.9a    |
| الأوزون (O3)                 | ابتدائي وثانوي | 0.070 ppm (140 μg/m³) | 8-ساعات     | لا تتجاوز النسبة لمدة ثمان ساعات كحد أقصى على مدار 3 سنوات                | 40 C.F.R. 50.19a   |
| ثنائي أكسيد النيتروجين (NO2) | ابتدائي وثانوي | 0.053 ppm (100 μg/m³) | سنويا       | متوسط سنوي                                                                | 40 C.F.R. 50.11ab  |
| الرصاص (Pb)                  | ابتدائي وثانوي | 0.15 μg/m³            | 3 أشهر      | لا تتجاوز                                                                 | 40 C.F.R. 50.12a   |

- ^aكل معيار له معاييره الخاصة لعدد المرات التي قد يتم تجاوزها.[7]
- ^bاعتبارًا من 15 يونيو 2005، لم يعد معيار الأوزون لمدة ساعة واحدة ينطبق على المناطق المحددة فيما يتعلق بمعيار الأوزون لمدة 8 ساعات (والذي يشمل معظم الولايات المتحدة، باستثناء أجزاء من 10 ولايات).[8]
- المصدر: USEPA

## منطقة مراقبة جودة الهواء
يتم تحديد منطقة مراقبة جودة الهواء من الحكومة الفيدرالية حيث تشترك المجتمعات في مشكلة التلوث.

## وصلات خارجية
- ملخص تشريعات وكالة حماية البيئة ولجنة معايير جودة الهواء.
- «التنفيذ المبكر لقانون الهواء النظيف لعام 1970 في كاليفورنيا».